# Милоевич, Милош
Милош Милоевич (серб. Милош Милојевић; 16 октября 1840, Црна Бара Османская империя (ныне община Богатич, Мачванский округ, Сербии) —24 января 1897, Белград) — сербский политик, историк, фольклорист и писатель. Почётный член Сербской академии наук и искусств.

## Биография
Сын приходского священника. В 1862 году получил степень в области права в Белградской высшей школе (ныне Белградский университет). Продолжил обучение в Московском университете, где изучал философию, филологию и историю (1862—1865).
Вернувшись на родину, работал в судах, занимался адвокатской практикой. Учительствовал в средних школах в Валево , Белграде и Лесковаце.
Добровольцем участвовал в сербско-турецкой войне (1876—1877).
Похоронен на Новом кладбище в Белграде.

## Научная деятельность и творчество
Патриот-энтузиаст, полиглот, собиратель народных песен и сказаний, работал «на грани между историей и литературой». Объездил Косово, Моравию и Македонию, проводил сербскую пропаганду среди населения. Записывая действительные народные песни, обряды и т. п., М. Милоевич иногда решался на археологические подлоги и подделки. Сотрудничал с С. Везенковым по сочинению подложных сербских песен: с этою целью они оба переводили на сербский язык чисто болгарские песни и большое их количество поместили в сборнике Милоевича: «Песме и обичаи укупног народа србског» (1869).
В 1873 году совместно с Костой Шуменковичем издал историко-этнографическую карту сербских земель. Её оригинальная версия переиздавалась на протяжении многих лет до распада Югославии. Карты в сочетании с идеологической доктриной властей Югославии оказали большое влияние на сербское (югославское) национальное самосознание многих поколений сербских (югославских) студентов.
Во время русско-турецкой войны (1877—1878) был членом секретного комитета в Нише, действия которого были направлены на поддержку продвижения сербских войск и захват власти на территориях в западной Болгарии.

## Избранные публикации
- Odlomci istorije Srba i srpskih — jugoslavenskih — zemalja u Turskoj i Austriji, Beograd, 1872.
- Naši manastiri i kaluđerstvo
- Dečanske hrisovulje

Издал, также «Путопис дела праве-Старе-Србије» (Белград, 1871—1872—1877).
Переводил с русского.

## Награды
- Орден Таковского креста V, IV, III, II, и I степени
- Золотая медаль за храбрость
- Орден Сербского Красного креста
- Орден Белого орла (Сербия)
- Крест «За переход через Дунай» (Румыния)
- Золотая медаль за добросовестную службу